# Nili Patera
La Nili Patera è una struttura geologica della superficie di Marte.